# 캐시 머피
캐시 머피(Cathy Murphy, 1967년 8월 7일 ~ )는 영국의 배우, 영화배우이다.
에식스주에서 태어났다.

## 영화
- 비콘77 (2009년)
- 파피 셰익스피어 (2008년)
- 킹스 (2007년)
- 어바웃 어 보이 (2002년)
- 닥터스 (2000년)
- 홀비시티 시즌1 (1999년)
- 몰 플랜더스 (1996년)
- 캡티브(영어판) (1994년)
- 멤피스 벨 (1990년)
- 영원한 사랑 (1989년)
- 닥터 지킬 (1989년)
- 캐주얼티 (1986년)
- 스크린 투 (1985년)
- 이스트엔더스 (1985년)
- 더 빌 (1984년)